# Flughafen Vero Beach

i7
i11
i13
Der Vero Beach Regional Airport (IATA-Code: VRB, ICAO-Code: KVRB) ist ein Flughafen, der sich 2 km nordwestlich von Vero Beach im Indian River County im US-Bundesstaat Florida befindet. Er liegt auf einer Seehöhe von 7 m und hat drei Asphaltlandepisten mit 1516 m, 1068 m und 2229 m Länge.

## Geschichte
Der Vero Beach Regional Airport wurde 1930 eingeweiht und 1932 begann Eastern Air Lines (EAL) dort mit dem Auftanken. 1935 begann EAL mit dem Passagier- und Postdienst von Vero Beach,[5] was Vero Beach zum kleinsten kleinen Flughafen in Florida mit Luftpostdienst machte. der bis etwa Januar 1972 andauerte.
1942 teilte die US-Marine Vero Beach mit, dass sie ihren Flughafen für eine Marineflugstation ausgewählt und 1500 acres (6,1 km²) rund um den Flughafen gekauft hatte. Die Basis wurde 1942 als Naval Air Station Vero Beach (NAS) in Betrieb genommen und fungierte zunächst als operative Trainingseinheit für die Ausbildung von Marinefliegern, für Piloten von SB2A Buccaneer-Flugzeugen, F6F Hellcats und F7F Tigercats. Zwischen 1942 und der Schließung der Basis im Jahr 1946 wurden über 237.100 Flugstunden verbracht. Auf seinem Höhepunkt war NAS Vero Beach die Heimat von 250 Flugzeugen und 1400 Mitarbeitern der US Navy und des US Marine Corps. Nach dem Krieg wurde die Anlage auf einen Skelettstab reduziert und 1947 schloss die Marine NAS Vero Beach und gab den Flughafen der Stadt zurück, um ihn wieder als Zivilflughafen zu nutzen.
Ab 1948 dienten die Kasernenanlagen der Baseballmannschaft Brooklyn Dodgers als Trainingsgelände. Die Dodgers nutzten die Einrichtung auch nach ihrer Umwandlung in die Los Angeles Dodgers bis 2008 weiter.
1957 wählte Piper Aircraft Vero Beach als Forschungs- und Entwicklungszentrum auf der ehemaligen Marineflugstation aus. 1961 verlegte Piper Verwaltungs- und Produktionsbetriebe hierher. Die Produktion von Piper Aircraft im Werk Vero Beach wurde Mitte der 1980er Jahre eingestellt, aber 1995 wieder aufgenommen.
Seit 1966 befindet sich eine Flugschule ebenfalls am Vero Beach Regional Airport.
Der Flughafen hat in der Vergangenheit (hauptsächlich regionale) Fluggesellschaften gesehen, USAir Express führte Linienflüge in den 1990er Jahren nach Melbourne (Florida) und Orlando durch, aber American Eagle flog ihren letzten Flug nach Miami im Februar 1996 und beendete damit den von Vero Beach kommerziellen Personenverkehr nach fast zwei Jahrzehnten. Elite Airways begann 2015 mit der Durchführung von Flügen, stellte sie jedoch 2022 auf unbestimmte Zeit ein. Im Februar 2023 begann Breeze Airways mit Linienflügen nach Hartford, White Plains und Norfolk.

## Flugbetrieb
Im Jahr 2019 wurden 11.000 Passagiere befördert.
Im Jahre 2021 haben 116.781 Flugbewegungen stattgefunden, davon 42.103 lokale Bewegungen, 46.752 Zwischenlandungen, 27.556 Air-Taxi-Flüge, 212 Frachtflüge und 158 militärische Flüge. 154 einmotorige und 37 zweimotorige Turboprop-Flugzeuge, 17 Jetflugzeuge und 4 Helikopter waren 2021 hier stationiert.